# 宇都宮業綱
宇都宮 業綱（うつのみや なりつな）は、平安時代末期から鎌倉時代初期にかけての武士。宇都宮氏4代当主。宇都宮朝綱の子。
「業綱」は初名で後に「成綱」とも名乗った。そのため、宇都宮成綱と呼ばれることもある。子の朝業は塩谷氏に養子として入嗣し、宇都宮支族としての塩谷氏の祖となった。なお、子にも同名の「業綱」がいる。

## 略歴
文治5年7月19日（1189年9月8日）には、奥州合戦に発向する大手軍に父・朝綱と共に参加する。吾妻鏡の同年7月25日（9月14日）の記述によると、この時既に子の頼綱は小山政光の猶子に出されている。その3年後の建久3年（1192年）、父朝綱に先立って早逝した。
子頼綱と朝業は歌人として著名であるが、業綱自身も歌道に優れていた。